# Basile Bouchon

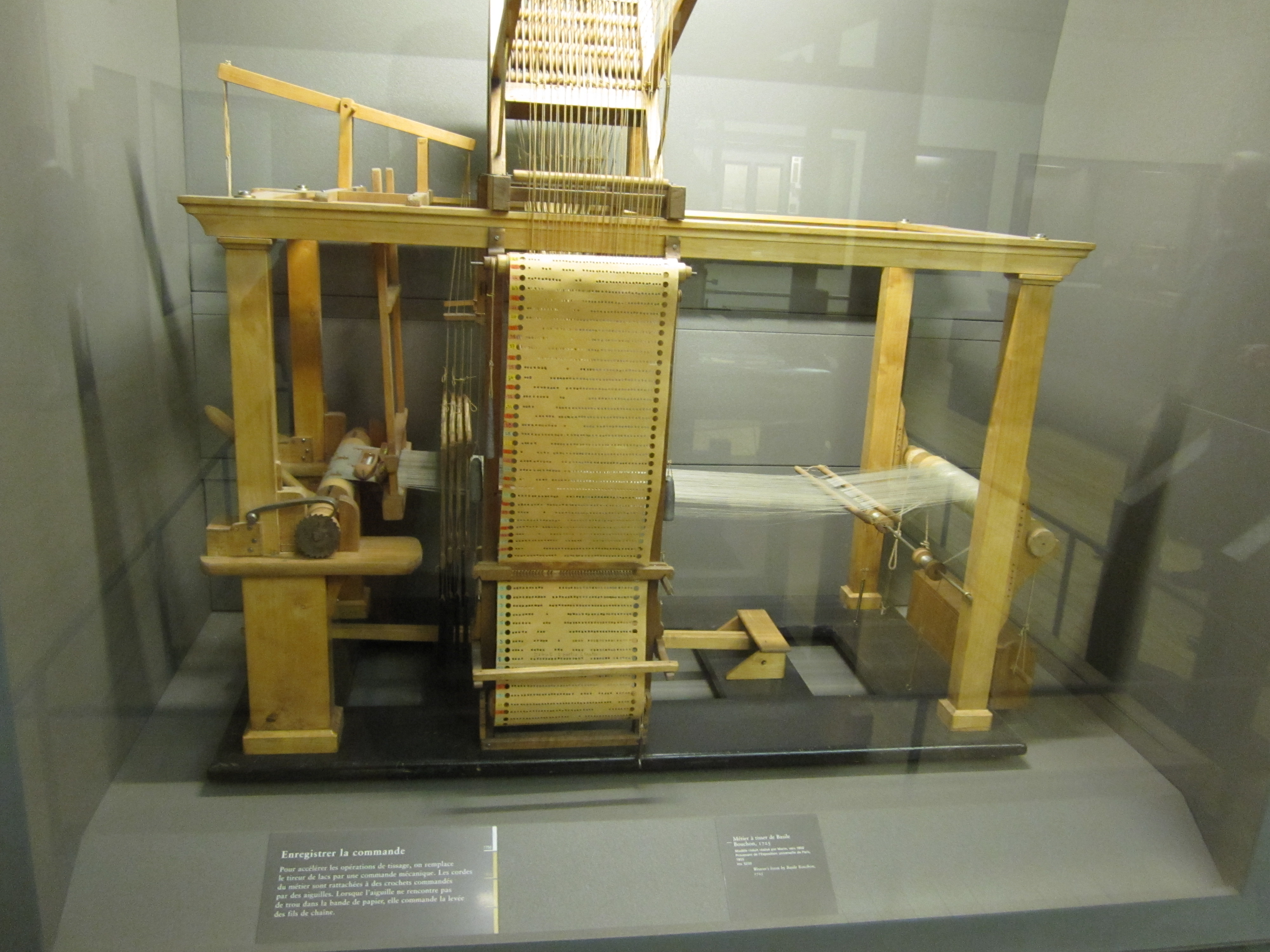
Tear de Bouchon de 1725 em exibição no Museu de Artes e Ofícios de Paris

Basile Bouchon (ou Boachon) foi um trabalhador têxtil no centro da seda em Lyon que inventou uma maneira de controlar um tear com uma fita de papel perfurada em 1725. Filho de um fabricante de órgãos, Bouchon automatizou parcialmente o tedioso processo de montagem do tear, no qual um operador levantava os fios da urdidura usando cordas.
Este desenvolvimento é considerado a primeira aplicação industrial de uma máquina semiautomatizada.
Os fios da urdidura eram passados pelos orifícios de agulhas horizontais dispostas para deslizar dentro de uma caixa. Dependendo se havia ou não um furo na fita naquele ponto, elas eram levantadas ou não. Este invento era semelhante ao rolo de piano desenvolvido no final do século XIX e pode ter sido inspirado nos padrões tradicionalmente desenhados em papel quadriculado.
Três anos depois, seu assistente Jean-Baptiste Falcon expandiu o número de cordas que podiam ser manipuladas, organizando os furos em fileiras e usando cartões retangulares que eram unidos em um laço infinito.
Embora isso eliminasse erros no levantamento de fios, ainda era necessário um operador extra para controlar a máquina, e a primeira tentativa de automação foi feita por Jacques de Vaucanson em 1745. Mas foi somente em 1805 que o mecanismo Jacquard, de grande sucesso, foi finalmente produzido.